# Педаль (Двор)
Педаль (хорв. Pedalj) — населений пункт у Хорватії, у Сисацько-Мославинській жупанії у складі громади Двор.

## Населення
Населення за даними перепису 2011 року становило 59 осіб.
Динаміка чисельності населення поселення:

## Клімат
Середня річна температура становить 10,54 °C, середня максимальна – 24,84 °C, а середня мінімальна – -6,08 °C. Середня річна кількість опадів – 1088 мм.
| Клімат поселення                              | Клімат поселення | Клімат поселення | Клімат поселення | Клімат поселення | Клімат поселення | Клімат поселення | Клімат поселення | Клімат поселення | Клімат поселення | Клімат поселення | Клімат поселення | Клімат поселення | Клімат поселення |
| Показник                                      | Січ.             | Лют.             | Бер.             | Квіт.            | Трав.            | Черв.            | Лип.             | Серп.            | Вер.             | Жовт.            | Лист.            | Груд.            |                  |
| Середній максимум, °C                         | 7,17             | 8,89             | 13,13            | 17,04            | 21,62            | 24,84            | 24,10            | 23,58            | 19,99            | 15,11            | 9,61             | 5,63             |                  |
| Середня температура, °C                       | 0,54             | 2,28             | 6,52             | 10,43            | 14,99            | 18,23            | 20,00            | 19,49            | 15,90            | 11,02            | 5,52             | 1,55             |                  |
| Середній мінімум, °C                          | −6,08            | −4,35            | −0,12            | 3,80             | 8,38             | 11,61            | 15,92            | 15,41            | 11,82            | 6,93             | 1,43             | −2,53            |                  |
| Норма опадів, мм                              | 69               | 68               | 77               | 93               | 93               | 100              | 95               | 93               | 98               | 102              | 111              | 89               |                  |
| Середньомісячна швидкість вітру, м/с          | 1.62             | 1.77             | 2.14             | 2.07             | 1.90             | 1.72             | 1.68             | 1.56             | 1.56             | 1.64             | 1.68             | 1.72             |                  |
| Середньомісячна сонячна радіація, кДж/м²·день | 4376             | 7182             | 10858            | 15235            | 19414            | 21591            | 22708            | 19775            | 14655            | 9228             | 4910             | 3628             |                  |
| --------------------------------------------- | ---------------- | ---------------- | ---------------- | ---------------- | ---------------- | ---------------- | ---------------- | ---------------- | ---------------- | ---------------- | ---------------- | ---------------- | ---------------- |
| Джерело:                                      |                  |                  |                  |                  |                  |                  |                  |                  |                  |                  |                  |                  |                  |